# Караколь-Нур
Караколь-Нур или Каракуль (Кара-Куль, Музда-куль) — проточное высокогорное озеро в Кош-Агачском районе на юго-востоке Республики Алтай в России. Находится к северу от меньшего озера Зерлюколь-Нур, в 17 км восточнее развалин села Калгуты. Относится к бассейну Джазатора, правой составляющей Аргута.
Площадь озера составляет 3,6 км². Располагается на высоте 2390 м над уровнем моря в левобережье верхнего течения реки Джазатор между хребтами Сайлюгем и Южно-Чуйский в Центральном Алтае. С западной стороны в Караколь-Нур впадает протока из соседнего небольшого озёра. Сток идёт на северо-восток через ручей в Джазатор, вытекающий из северо-восточной оконечности озера. Площадь водосборного бассейна Караколь-Нура — 13,8 км².
По данным государственного водного реестра России относится к Верхнеобскому бассейновому округу, водохозяйственный участок реки — Катунь, речной подбассейн реки — Бия и Катунь. Речной бассейн реки — (Верхняя) Обь до впадения Иртыша. Код водного объекта в государственном водном реестре — 13010100311115100000335.